# Janet Abu-Lughod
Janet Abu-Lughod, geborene Janet Lippman (* 1928; † 14. Dezember 2013), war eine US-amerikanische Soziologin, die als Professorin an der New School for Social Research in New York City sowie an der Northwestern University forschte und lehrte.
Abu-Lughod erwarb an der University of Chicago und an der University of Massachusetts Amherst ihre akademischen Qualifikationen. Sie kam 1987 an die New School for Social Research, wo sie die Lehrstühle für Soziologie und Historische Studien innehatte. 1999 ging sie in den Ruhestand, publizierte aber weiter, insbesondere zur Stadtsoziologie. 

Das Weltsystem des 13. Jahrhunderts. Karte basiert auf Janet Abu-Lughods Forschung.

Ihr bekanntestes Buch Before European hegemony (1989) bezieht sich auf die Weltsystem-Theorie Immanuel Wallersteins. Im Gegensatz zu Wallerstein vertrat sie jedoch die Auffassung, dass sich ein kapitalistisches Weltsystem nicht erst im 16. Jahrhundert, sondern bereits im 13. Jahrhundert ausbildete; bereits in diesem Jahrhundert seien die wichtigsten Regionen des eurasischen Kontinents durch eine Vielzahl von Handelsverbindungen und urbanen Knotenpunkten vernetzt gewesen.
Gemeinsam mit ihrem Ehemann Ibrahim Abu-Lughod bemühte sie sich um Verständnis für Palästina. Ihre gemeinsame 1952 geborene Tochter Lila Abu-Lughod ist eine Anthropologin.

## Schriften (Auswahl)
- Race, Space, and Riots in Chicago, New York, and Los Angeles. Oxford University Press, Oxford/New York 2007, ISBN 9780195328752.
- New York, Chicago, Los Angeles. America's Global Cities. University of Minnesota Press, Minneapolis 1999, ISBN 0816633355.
- Mit anderen: From urban village to east village. The battle for New York's Lower East Side. Blackwell, Oxford (UK)/Cambridge (USA) 1994, ISBN 155786523X.
- Changing Cities. Urban Sociology. HarperCollins, New York 1991, ISBN 0060401389.
- Before European Hegemony. The World System A.D. 1250–1350. Oxford University Press, New York 1989, ISBN 0195058860.
- Rabat: Urban Apartheid in Morocco. Princeton University Press, Princeton 1980, ISBN 0691053154.
- Cairo: 1001 Years of the City Victorious. Princeton University Press, Princeton 1971, ISBN 0691030855.